# 巴纳比·拉奇
《巴纳比·鲁吉》（Barnaby Rudge）是狄更斯的著作，完成於1841年。小说描写的是1780年在英国爆发的一场反天主教的动乱。作者的主人公是巴纳比·鲁吉，一个個性單純的好人，小说是从他的角度出发描写的。狄更斯在这部作品中表现出对动乱者一定的同情心。